# La Soledad (Soná)
La Soledad es un corregimiento del distrito de Soná en la provincia de Veraguas, República de Panamá. La localidad tiene 1.517 habitantes (2010).